# Autorretratística

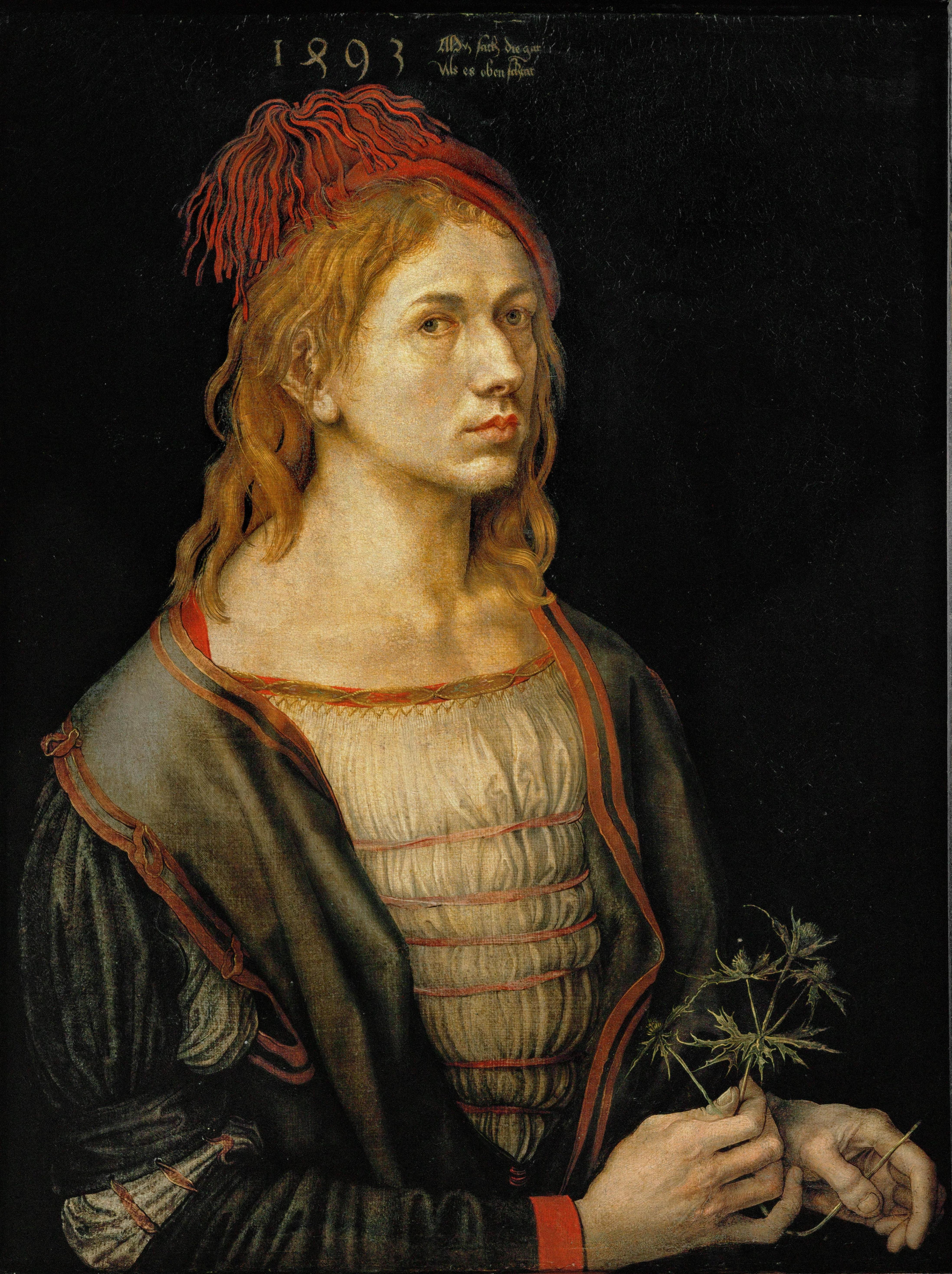
Autorretrato de Albrecht Dürer, 1493

Autorretratística é o campo da teoria e história da arte que estuda a história, meios de produção e circulação, recepção, formas e significados dos autorretratos. Surgindo na Antiguidade e se popularizando a partir do Renascimento como prática artística, como um campo específico de estudos a autorretratística é recente, mas vem se expandindo com rapidez. 

## História
O autorretrato tem uma longa história. Na análise de Reynolds & Peter, as marcas de mãos que a humanidade pré-histórica deixou nas pinturas das cavernas podem ser consideradas precursoras do autorretrato, por serem um documento direto da presença do autor no ato criativo e da sua percepção da existência de um "eu". O autorretrato mostrando a face ou todo o corpo do artista apareceu bem mais tarde, havendo exemplos documentados no Antigo Egito e na Antiguidade Clássica.

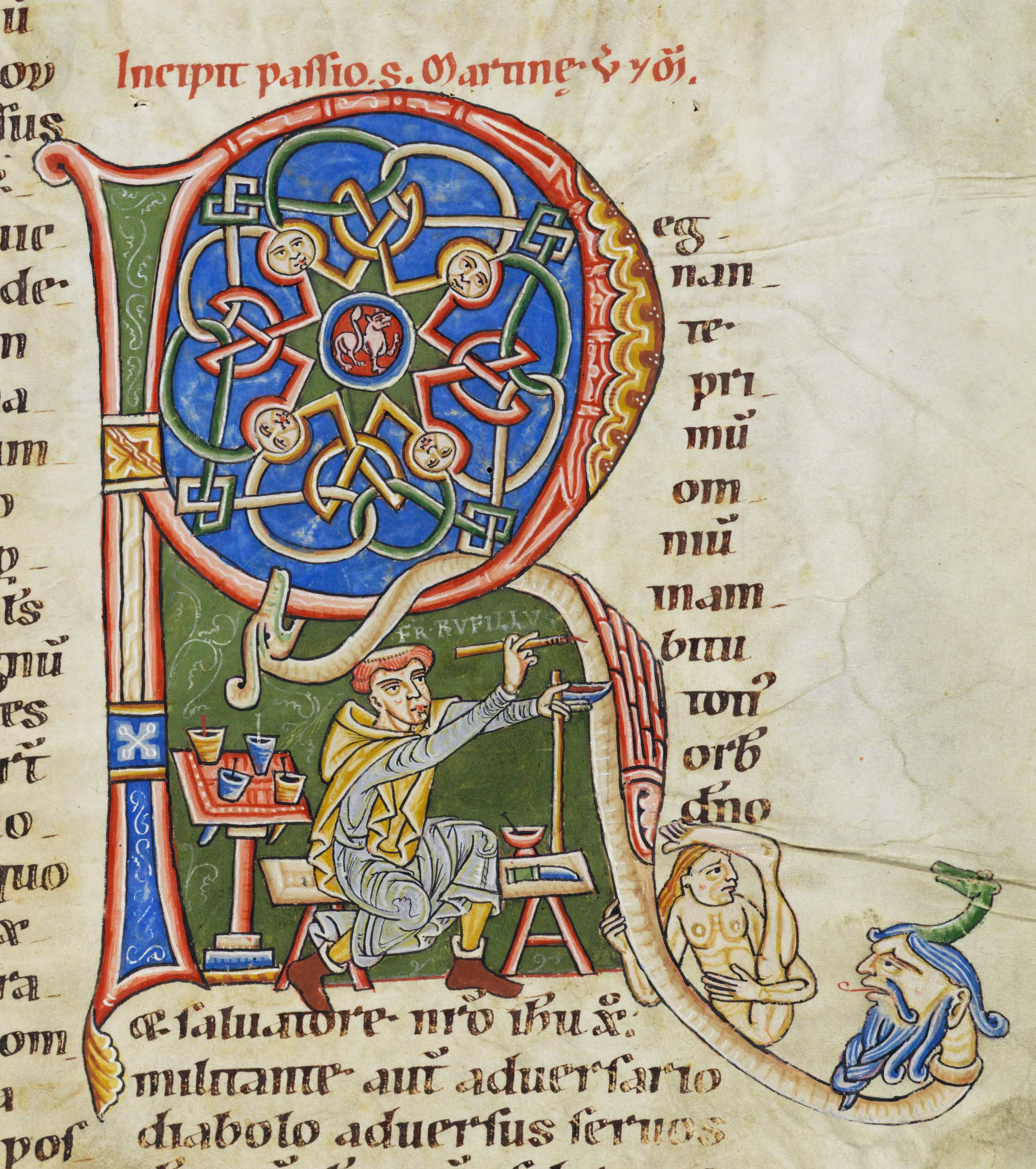
Inicial iluminada com o autorretrato do iluminador, Rufillus, no Passionário Weissenauer, século XII

A categoria, entretanto, é de uso recente. Assim como o próprio conceito de ¨autorretrato¨. Em Língua Inglesa, por exemplo, o primeiro registro é do século XIX, segundo o Oxford English Dictionary.
O termo "autorretrato¨ é um tanto quanto impróprio para tratar de produções artísticas antes do surgimento do próprio termo - o que os historiadores chamam de anacronismo - para tratar de produções onde o autor é o próprio objeto da obra. Se alguém, até então, quisesse falar de uma obra artística onde o autor era o próprio objeto retratado diria: "o retrato de (...) realizado por si mesmo¨.
Na Idade Média a prática começou a ganhar impulso, acompanhando a crescente valorização da questão da autoria no estudo de obras artísticas, e sobrevive uma apreciável quantidade de autorretratos de escribas e copistas iluminando seus livros e pergaminhos, em sua maioria anônimos. Ao longo do Renascimento, com a valorização humanista do indivíduo, o interesse pela representação pessoal conheceu um crescimento explosivo, com particular ênfase no próprio autor, tanto nas artes visuais como na literatura. Segundo Teresa Ferreira, "as práticas do retrato, do autorretrato, da biografia e da autobiografia se desenvolvem a partir do Renascimento de modo relacional".
Por muito tempo os autorretratos foram incluídos como pequenos detalhes em obras maiores, geralmente trabalhos de caráter religioso, mas a partir do Renascimento eles começam a aparecer de maneira mais chamativa, para logo ganhar plena independência em obras autônomas. Na leitura de Maria Emília Pacheco, "a autorretratística autônoma desenvolve-se no século XVI paralelamente ao reconhecimento da dignidade do trabalho produzido para as cortes principescas altamente competitivas na promoção de uma cultura cortesã personalizada e digna. Nessa medida, as autoimagens dos pintores – e outros artistas – podem ser interpretadas como celebrações próprias das suas vidas pessoais, estratégia para ampliar o reconhecimento social da posição conseguida por mérito artístico". O interesse pelo autorretrato e pelo retrato estava nesta época vinculado a vários objetivos, incluindo desejo de reconhecimento e identificação; idealização; proclamar status e relacionamentos; dar a conhecer a aparência, a vida interior, o destino do homem, marcar sua história e preservar a memória; evocar e criar a ilusão de presença; dar um exemplo; transmitir cultura; comemorar um momento no tempo ou um evento, entre outros.

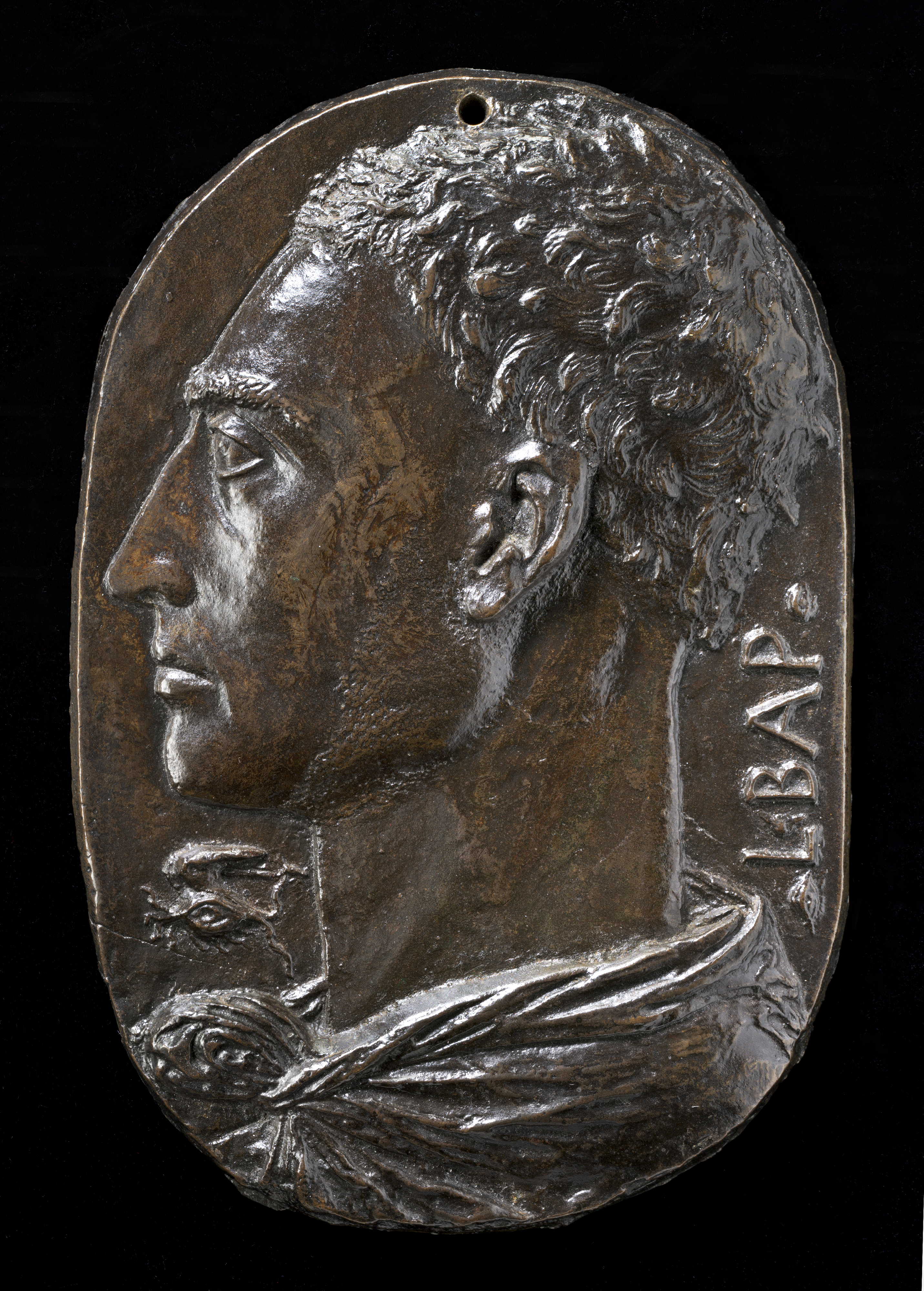
Autorretrato de Leon Battista Alberti, c. 1435

Dentro deste contexto, segundo Ferreira o primeiro autorretrato autônomo conhecido nas artes visuais é um de Leon Battista Alberti, executado em uma placa de bronze datada de cerca 1435, mas de acordo com Reynolds & Peter a primazia tem sido geralmente dada ao Retrato de um homem de Jan van Eyck, datado de 1433, que a partir de sugestivas inscrições que traz tem sido considerado um autorretrato. Muitos outros apareceriam em rápida sucessão por outros artistas. Giorgio Vasari contribuiu para dar prestígio ao autor com seu tratado Vite de 1550, um longo elenco de biografias de artistas célebres, que na segunda edição de 1568 apareceram acompanhadas por seus retratos, alguns deles elaborados pelos próprios artistas. As Vite influenciaram Leopoldo de Médici a iniciar sua famosa coleção de autorretratos no século XVII, dando grande impulso a este gênero. Desde então a prática do autorretrato cresceu exponencialmente. Segundo James Hall, nunca se produziu nem se venerou tanto o autorretrato quanto na atualidade, havendo artistas que construíram toda sua trajetória apenas com eles. Os gêneros confessionais na literatura — memórias, autobiografias e diários — também enfocam o autor como personagem da obra, sendo às vezes descritos como a "literatura do eu".

## Estudos
Apesar da antiguidade do material que estuda, a autorretratística como um campo definido de estudos só começou a se desenvolver recentemente. O próprio termo "autorretrato" só foi documentado na língua inglesa (self-portrait) em 1831 e pouco depois foi dicionarizado, e até então, quando alguém queria referir-se a uma produção onde o artista fazia uma autorrepresentação dizia-se "retrato de um artista feito por si mesmo", ou "retrato do artista". Em italiano foi dicionarizado em 1913, e em francês em 1928. O termo entrou no léxico português no início do século XX e foi dicionarizado em 1949, rapidamente se disseminando, e segundo Cláudio Rangel, o termo "autorretratística" foi introduzido no início dos anos 2000, devido ao crescimento colossal da produção de autorretratos, uma expansão favorecida pelas novas tecnologias disponíveis ao grande público, sendo um exemplo bem conhecido a prática da selfie com câmeras de telefones móveis.

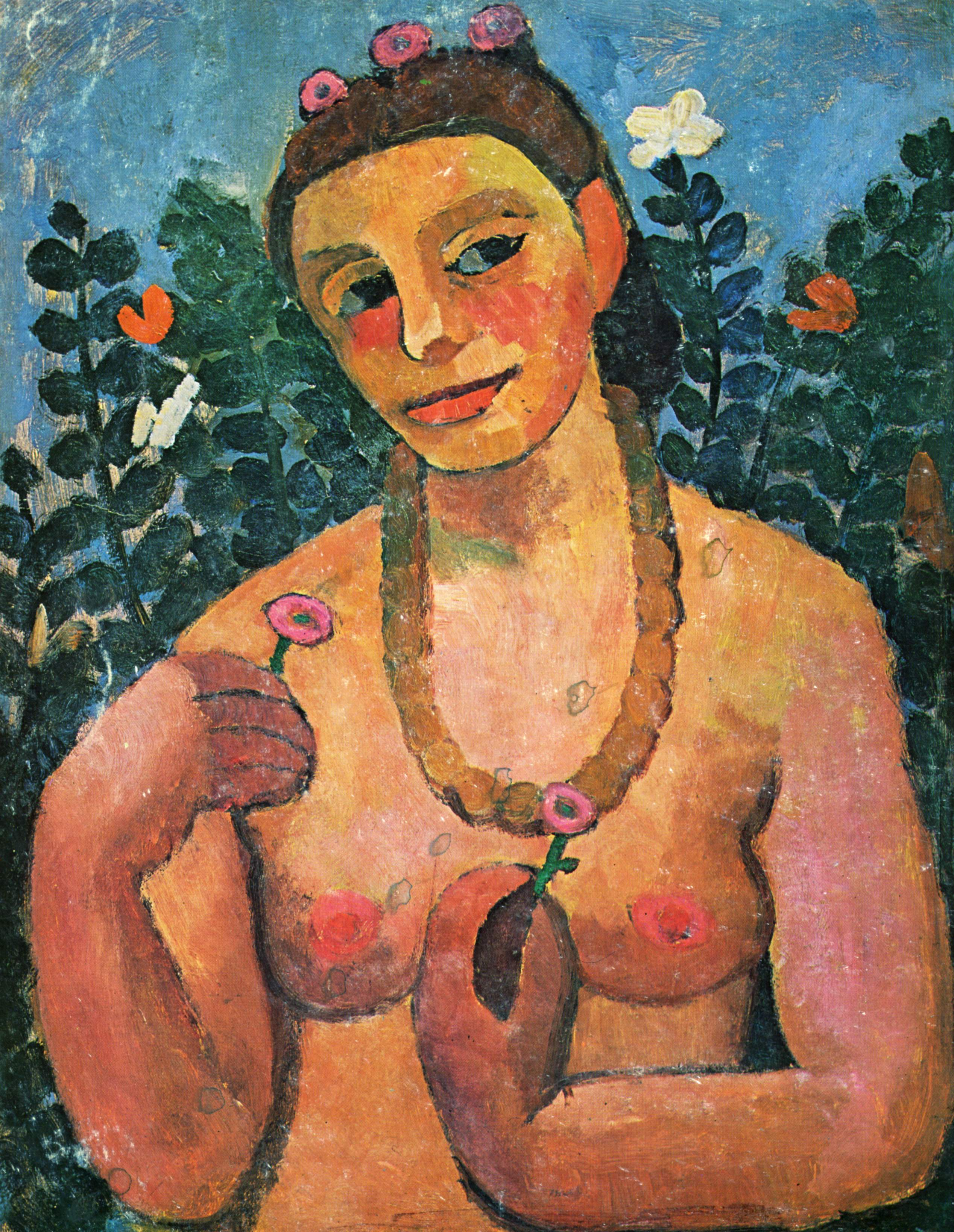
Autorretrato de Paula Modersohn-Becker, 1906

Até as primeiras décadas do século XX não existiam estudos significativos sobre esta forma de manifestação artística. Das Selbstbildnis vom 15. bis zum Beginn des 18. Jahrhunderts de Ernst Benkard, publicado em 1927, foi uma das primeiras monografias dedicadas a este campo e um dos primeiros autores a estabelecer a autorretratística como um campo distinto de estudos. Esse desinteresse acadêmico está relacionado a vários fatores, entre eles a banalização do gênero ao longo do séculos, fazendo perder de vista a riqueza e complexidade que ele comporta, e o pouco prestígio que a retratística tinha na teoria da arte em relação aos gêneros tidos como mais nobres, como a pintura histórica, sendo ainda menos prestigiada a autorretratística. Segundo Helena Pessoa, deve-se à produção de Andy Warhol a equiparação do gênero aos outros, tornando-se desde então um tema importante para grande parte dos artistas contemporâneos, "nos quais a representação de si próprio é uma estratégia única". Também na literatura a produção e o estudo da autorretratística vêm se expandindo.

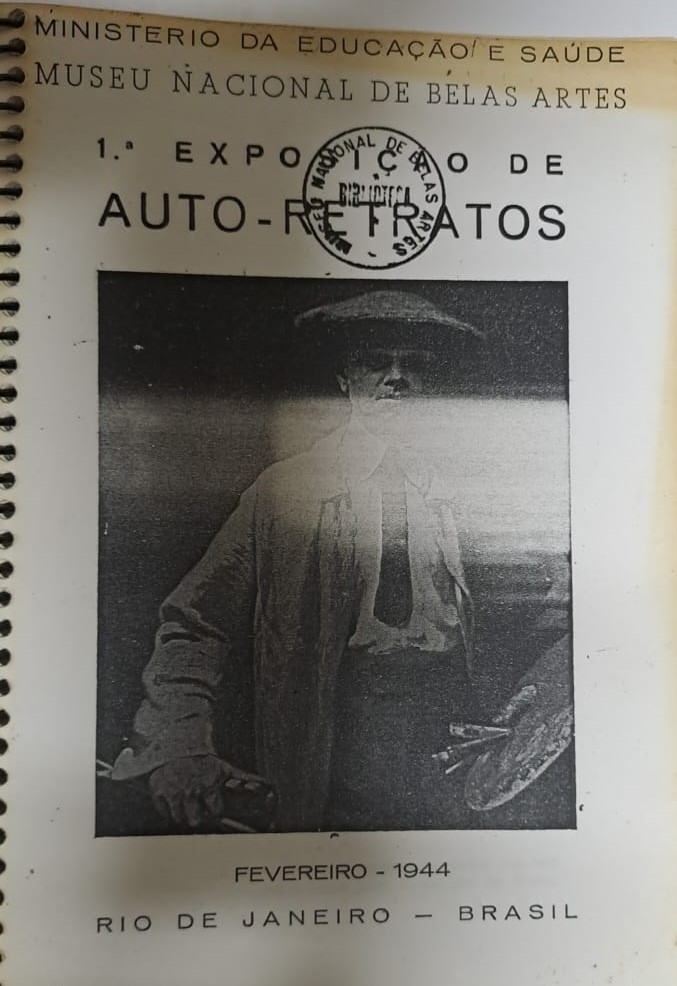
Catálogo da I Exposição de Autorretratos realizada no Museu Nacional de Belas Artes do Brasil em 1944

Nas últimas décadas os estudos e exposições especialmente dedicados ao campo da autorretratística vêm se multiplicando internacionalmente, podendo ser citados, entre muitos, Untersuchungen zu Kunstlerbildnis und Kunstlerdarstellung in den Niederlanden im 17. Jahrhundert (estudo, Hans-Joachim Raupp, 1984), Portraits of the Artist: The Self-Portrait in Painting (estudo, Pascal Bonafoux, 1985), O Rosto da Máscara. Auto-representação na Arte Portuguesa (exposição coletiva, 1994), L'autoportrait au XXe siècle: Moi Je, par soi-même (exposição coletiva, 2004), L'arte dell'autoritratto. Storia e teoria di un genere pittorico (estudo, Omar Calabrese, 2006), The Self-Portrait: A Cultural History (estudo, James Hall, 2014), e O Auto-retrato na Pintura Portuguesa (estudo, Maria Emília Pacheco, 2018). No Brasil pode ser citado Por uma História da Auto-retratística no Brasil: em busca da I Exposição Brasileira de Auto-retratos no MNBA (estudo, Cláudio José Aarão Rangel, 2004).

## Relações e interesses
A autorretratística como um campo teórico tenta modernamente responder a várias perguntas, desde a mais básica: o que é um autorretrato? Ou, por que ao longo dos séculos foi crescendo o número, e em quantidade de obras, dos artistas que dedicaram a ele? Ou, ainda, por que as selfies se tornaram um fenômeno global? Também é objeto de seu interesse analisar a relação entre a autorrepresentação e a realidade, posto que os autorretratos muitas vezes não almejam a mera reprodução fidedigna de traços identificáveis objetivamente, mas, sendo construções intencionais, podem ser alegóricos, idealizantes, críticos, simbólicos, psicológicos, satíricos, filosóficos, reflexivos. Os pesquisadores ainda investigam os autorretratos porque eles desdobram muitos aspectos da vida pessoal e da percepção do artista de si mesmo e suas relações com seu meio social, seus pares, seu tempo, a cultura e a história, questionam a linguagem, a comunicação, a poética e o estilo artísticos (visuais ou literários), e entrelaçam o público e o privado, a pessoalidade e a impessoalidade, sendo obras intertextuais e polissêmicas. Outro foco da pesquisa é analisar as mudanças no entendimento do significado do autorretrato ao longo dos séculos e sua recepção.

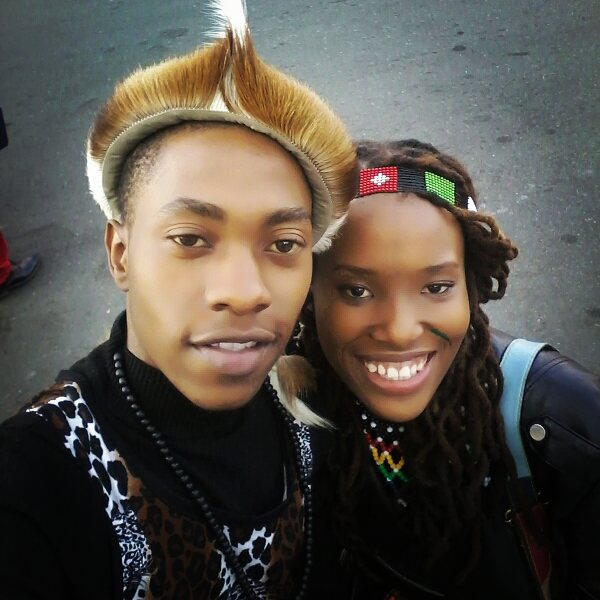
Uma selfie de um menino zulu e uma menina andebele não identificados, 2015

A autorretratística surgiu, inicialmente, como um fenômeno dentro da história e teoria da arte. Mas, o seu espectro, ou seja, a sua gama de características e propriedades, vem rapidamente, nas últimas décadas, se expandindo, influenciando e sendo objeto de estudo em diversas outras áreas de conhecimento, tais como psicologia, psicanálise e psicoterapia, filosofia, antropologia social, sociologia e outros. Trabalhos de semiótica, semântica, simbologia, gênero, identidade e outros campos também têm contribuído nas últimas décadas para o aprofundamento do entendimento sobre a autorretratística.
O fenômeno massivo da selfie contribuiu recentemente para uma flexibilização, redefinição e ampliação do campo. Em 2013 a palavra "selfie" foi eleita a Palavra do Ano pelo Oxford Dictionary. O estudo da autorretratística entre povos nativos têm exigido uma abordagem pós-colonialista da história e da autorrepresentação, e isso tem gerado resistências em certos círculos da crítica.
Na análise de Eunice Ribeiro, "o repertório contemporâneo da representação retratística e autorretratística, no medium literário ou nos novos media em que o gênero atualmente se exercita, abre-se recorrentemente a questões relacionadas com as migrações e as diásporas, o envelhecimento, os temas de gênero, a exclusão social, as identidades transculturais, num sentido que é agora menos singularizador e menos essencialista e mais transitivo e turbulento". Segundo Laura Busetta, a autorretratística contemporânea tem se revelado muitas vezes um ato de resistência política.

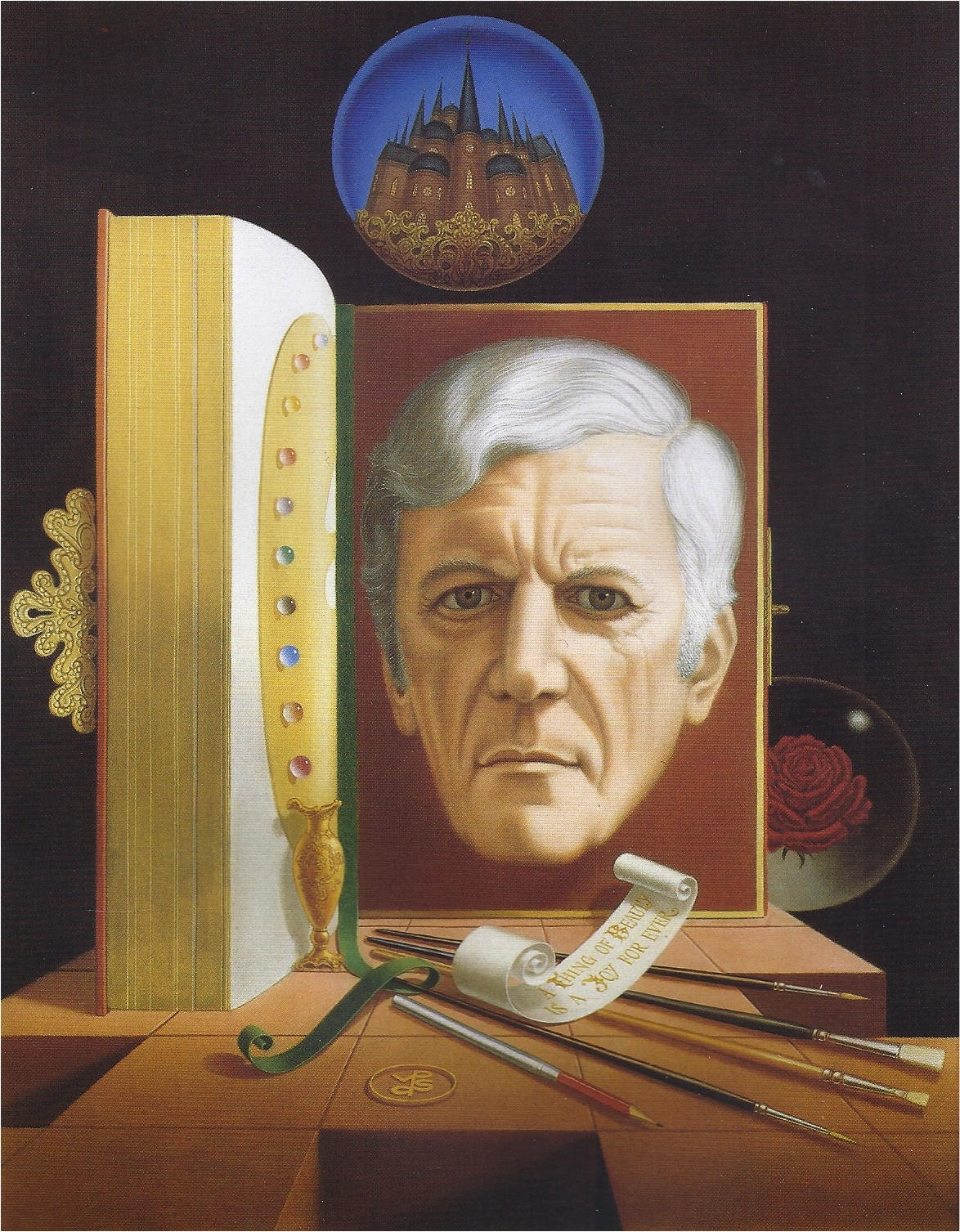
Retrato do artista, de Etienne Van den Steen, 2016

É um consenso entre os estudiosos que se trata de um campo muito complexo, e a própria definição de "autorretrato" está sujeita às mais variadas abordagens e interpretações. Para Pacheco, "o autorretrato é repositório de uma imensa complexidade, suscetível de formulações inesgotáveis, na ótica da semântica e da polissemia". Para Shearer West, uma das principais estudiosas do assunto, "a história da autorretratística é uma das mais fascinantes e complexas de todo o gênero da retratística. Como os autorretratos fundem o artista e o retratado em um só, eles têm o fascínio de um diário privado, pois parecem nos dar uma visão do artista sobre sua própria personalidade. No entanto, interpretar o autorretrato como uma descrição transparente da personalidade artística é ignorar os muitos outros fatores que têm impacto tanto na sua criação quanto na sua recepção".

## Formas, funções e teorias do Eu
A autorretratística — ou o estudo sistemático do autorretrato na arte — constitui hoje um campo consolidado dentro da teoria e da história da arte, situando-se na intersecção entre estética, iconologia, história cultural, estudos de gênero e teoria da subjetividade. Trata-se de uma área que não apenas investiga a produção e circulação de imagens do eu por parte dos artistas, mas também problematiza os modos como tais imagens são codificadas, interpretadas e ressignificadas ao longo do tempo.
O autorretrato, enquanto gênero artístico, que surge como fenômeno identificável por volta do século XIV, intensificando-se de forma notável no Renascimento, momento em que a figura do artista moderno — dotado de consciência individual e status autoral — começa a emergir com força na cultura ocidental. A partir de então, o autorretrato torna-se não apenas um exercício de representação, mas um gesto de afirmação de identidade e agência. Ele articula questões que vão do reconhecimento social à exploração metafísica do sujeito.
A autorretratística enquanto disciplina visa, portanto, estudar os modos históricos de subjetivação artística, interrogando os contextos culturais, materiais e discursivos nos quais os artistas produziram imagens de si. Este campo analisa, por exemplo, as técnicas pictóricas utilizadas, os suportes escolhidos (óleo, desenho, fotografia, vídeo), os dispositivos de mediação (espelhos, câmeras, algoritmos), e os discursos que emolduram tais práticas — sejam eles confessionais, simbólicos, políticos ou ficcionais.
O autorretrato se diferencia do retrato tradicional na medida em que instaura uma duplicidade fundamental entre sujeito e objeto da representação, entre quem vê e quem é visto, entre quem cria e quem é criado. Essa duplicidade configura o autorretrato como uma forma estética intrinsecamente reflexiva, próxima do que Jacques Derrida chamou de “espelho diferido”, uma imagem que jamais pode coincidir plenamente com seu referente.
A autorretratística não se limita, porém, a uma genealogia ocidental. Estudos mais recentes vêm ampliando a noção de autorretrato para abarcar formas plurais de autorrepresentação, em contextos históricos e culturais diversos, desde as miniaturas mogóis da Índia até as práticas contemporâneas de performance e body art nas diásporas africanas, latino-americanas e asiáticas. Tais abordagens descoloniais desafiam os paradigmas eurocêntricos que definiam o autorretrato como privilégio da subjetividade renascentista e burguesa.
Outro eixo da autorretratística contemporânea é o estudo da recepção e circulação pública dos autorretratos, sobretudo no contexto das mídias digitais. A estética do autorretrato assume novas configurações nas redes sociais, nas práticas de selfie, nas performances online e nas reconfigurações algorítmicas do rosto. O campo se amplia, então, para integrar elementos da cultura visual, da media archaeology e da antropologia digital.
Por fim, a autorretratística articula-se profundamente com os estudos de gênero e de identidade, ao oferecer um terreno privilegiado para pensar como sujeitos historicamente marginalizados — mulheres, artistas LGBTQIA+, pessoas racializadas — negociam sua visibilidade e autoridade por meio da autorrepresentação. O autorretrato, neste sentido, torna-se também um ato político de reinscrição do eu nos espaços simbólicos da arte e da história.
A autorretratística é, assim, um campo em permanente reinvenção, no qual as perguntas sobre o “eu” e sua imagem — seu tempo, sua máscara, sua verdade e sua ficção — continuam a ressoar com vigor teórico, crítico e poético.

## Autorretratística fotográfica
As origens da fotografia remontam às descobertas da câmera obscura. O desenvolvimento e a popularidade da técnica, porém, só ocorreram após o daguerreótipo. Do século XIX ao século XXI houve um grande desenvolvimento de dispositivos capazes de produzir fotografias.
Atualmente, quase todo mundo tem a possibilidade de ter um dispositivo portátil capaz de produzir uma fotografia. Isto não explica, no entanto, por que tantos optaram por produzir e partilhar um autorretrato nas redes sociais.
O autorretrato de Robert Cornelius, datado de 1839, é considerado um marco na fotografia autorretratística, e os autorretratos fotográficos de Andy Warhol e Cindy Sherman estão entre os mais reconhecidos. 
Por outro lado, existem milhões de autorretratos produzidos por personagens não reconhecidos no campo da arte que, por mais brilhantes que sejam, não entram para a História da Arte. Não é algo para se surpreender. Antes desta época não era possível aos artistas utilizarem-se deste recurso. Atualmente, podem ser encontradas até descrições e instruções em como produzir um autorretrato fotográfico.

## Autorretratística fiterária

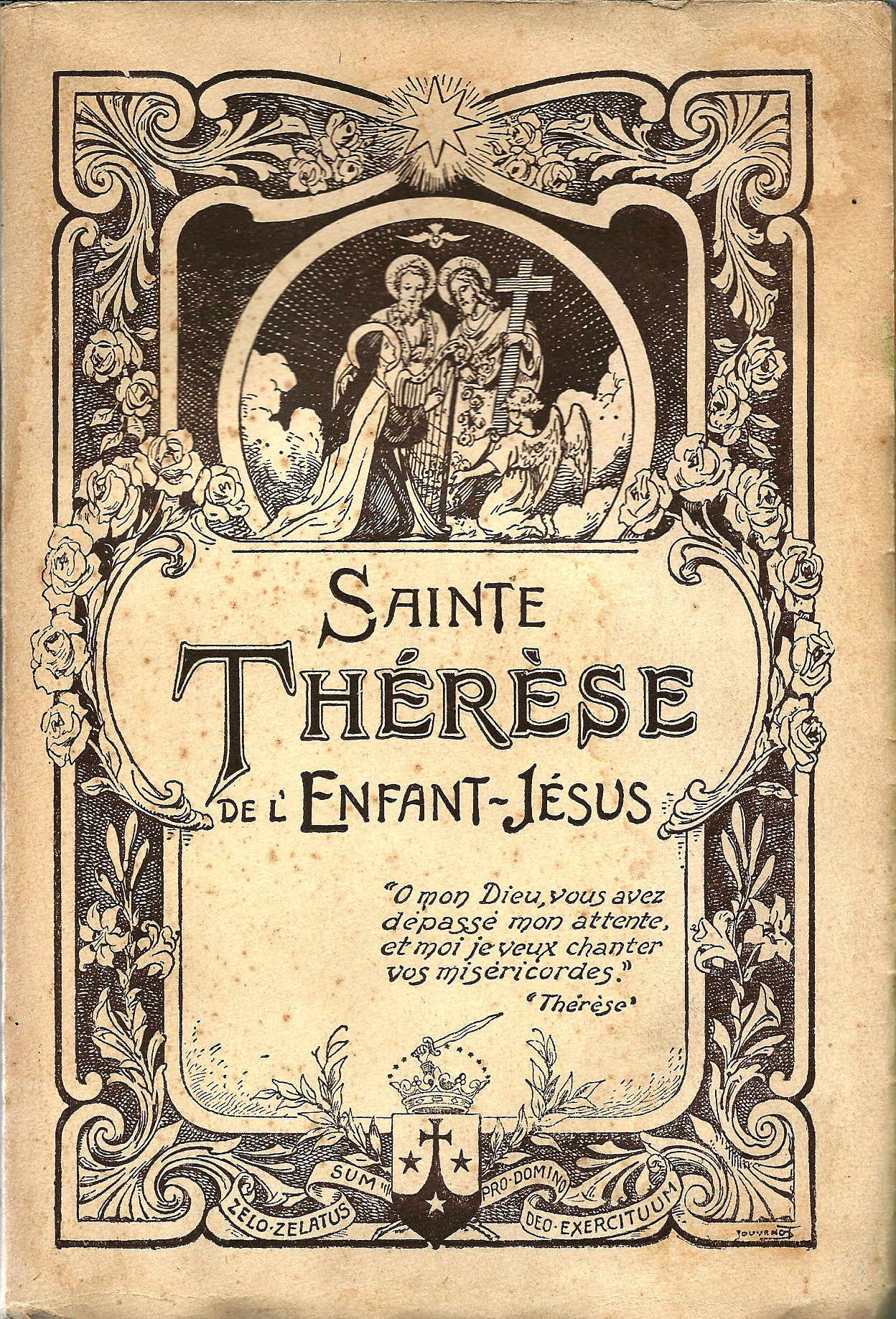
Capa de Santa Teresinha do Menino Jesus, História de uma alma

Tradicionalmente associada às artes plásticas a autorretratística, contudo, ultrapassa suas fronteiras. A relação entre o autorretrato nas artes plásticas e a literatura confessional pode ser entendida a partir de um elo comum: ambos são formas de expressão que revelam a intimidade, as vivências e a subjetividade do criador. Essa conexão é marcada pela busca por uma autoanálise sincera e profunda, ao mesmo tempo em que coloca em jogo a construção de uma identidade pública e privada.
Ambas as formas compartilham uma necessidade de autoexposição e de confronto com o próprio "eu". O ato de se retratar ou de confessar-se em palavras coloca o artista ou escritor em uma posição vulnerável, onde ele negocia com suas próprias sombras, ansiedades e dores. No autorretrato, a materialidade da obra — tinta, pincel, papel — se torna um meio pelo qual o corpo e o espírito do artista são traduzidos em imagem. O olhar do artista sobre si mesmo é, ao mesmo tempo, um processo de descoberta e construção da identidade. Não raramente, esse olhar é também crítico, irônico ou perturbador, como nos autorretratos de Egon Schiele ou de Vincent van Gogh, que revelam uma introspecção inquietante. Na literatura confessional, a palavra escrita assume esse papel de construir e reconstruir o sujeito. A narrativa confessional é permeada pela subjetividade, onde a fronteira entre o que é real e o que é interpretado pelo eu-narrador se torna fluida. O leitor é convidado a adentrar o universo privado do escritor, participando de suas dores, reflexões e questões existenciais.
Tanto no autorretrato pictórico quanto na literatura confessional, há uma percepção de que a identidade é fragmentada, múltipla e, muitas vezes, inconstante. Essa ideia se manifesta claramente nos autorretratos de artistas contemporâneos, que exploram diversas facetas de si mesmos. Cindy Sherman, por exemplo, em suas fotografias, desconstrói a noção de um "eu" fixo, assumindo diversas identidades, numa crítica à ideia de que a identidade pode ser capturada de forma estática. De maneira semelhante, na literatura confessional, a multiplicidade do "eu" é explorada por autores que frequentemente flertam com o autoficcional. A fronteira entre o eu-narrativo e o eu-real é borrada, permitindo que a confissão seja, ao mesmo tempo, real e ficcional. Essa sobreposição entre verdade e narrativa torna a confissão literária uma forma complexa de autorrepresentação, em que o autor reconstrói suas experiências, emoções e até sua própria vida.
Um ponto importante na relação entre o autorretrato pictórico e a literatura confessional é o desafio da autenticidade. Tanto o artista quanto o escritor confessional lidam com a questão de até que ponto é possível ser verdadeiramente honesto ao se representar. Ao pintar ou esculpir um autorretrato ou ao escrever uma confissão, o sujeito está inevitavelmente lidando com um ato de mediação — seja pela tinta e pincel, seja pelas palavras e a narrativa.
A confissão, assim como o autorretrato pictórico, é uma tentativa de capturar uma essência do "eu", mas é também uma construção. Essa construção pode ser sincera, mas não deixa de ser moldada pelas escolhas estéticas e pela própria subjetividade do autor. Em outras palavras, tanto no autorretrato pictórico quanto na literatura confessional, a representação do "eu" é uma combinação entre a verdade e a interpretação artística dessa verdade.

## Autorretratística no Brasil

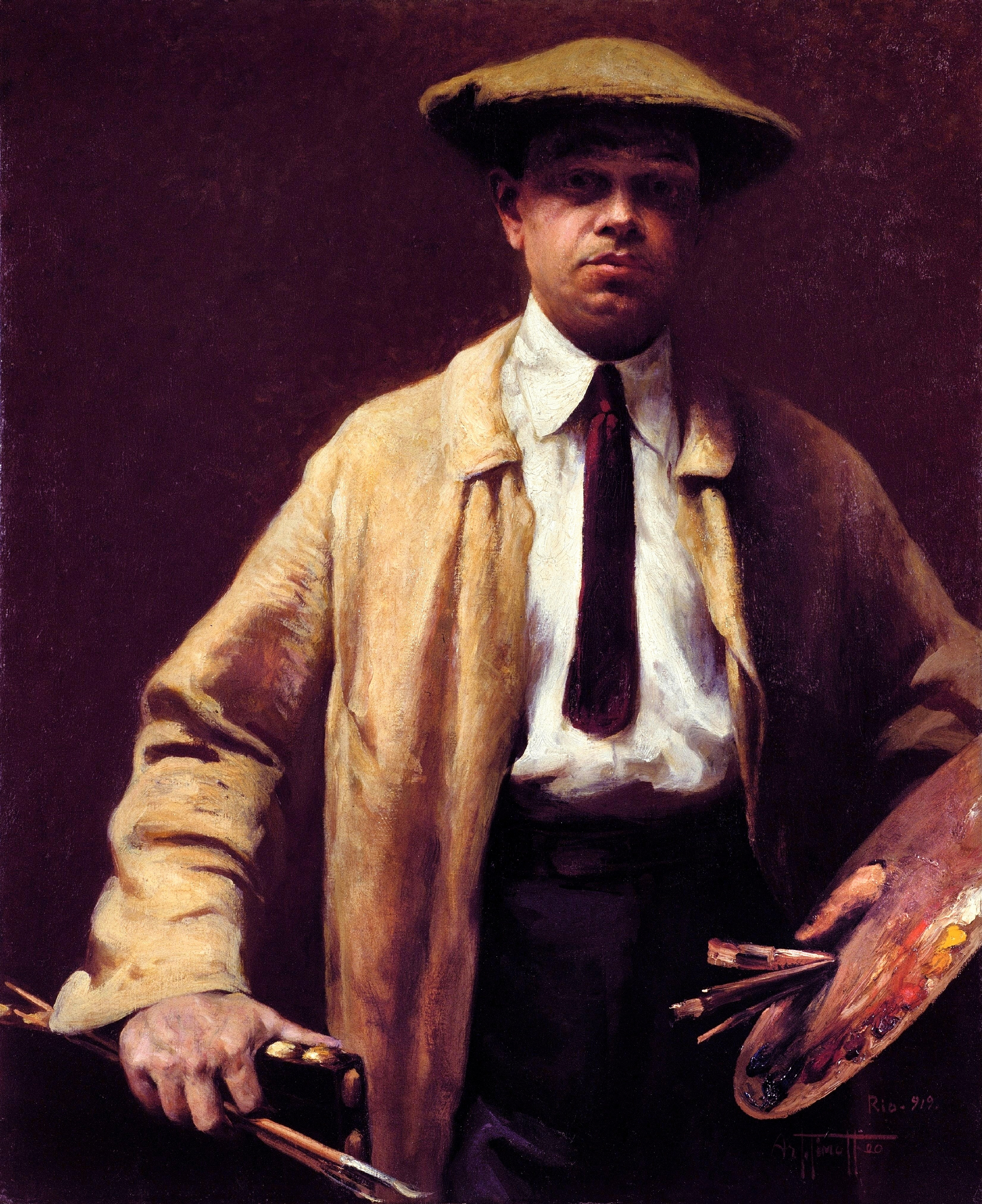
Arthur Timotheo da Costa - Autorretrato

Não há uma tradição forte da produção de autorretratos por artistas brasileiros de destaque até o século XX. A autoinserção de Pedro Américo no imenso quadro Batalha do Avaí, como o ¨Soldado 33¨, ainda no século XIX, é uma das poucas exceções.
Alguns outros artistas também os produziram, mas, foi só a partir da década de 1930 que houve uma expressiva produção de autorretratos por artistas brasileiros. Com efeito, com a criação do Museu Nacional de Belas Artes sob o comando do pintor Oswaldo Teixeira, este teve a intensão de destinar uma galeria exclusiva para autorretratos, aos moldes da Galeria Uffizi, e fez encomendas para tal galeria e uma exposição - que seria a primeira no Brasil - destinada à autorretratos.

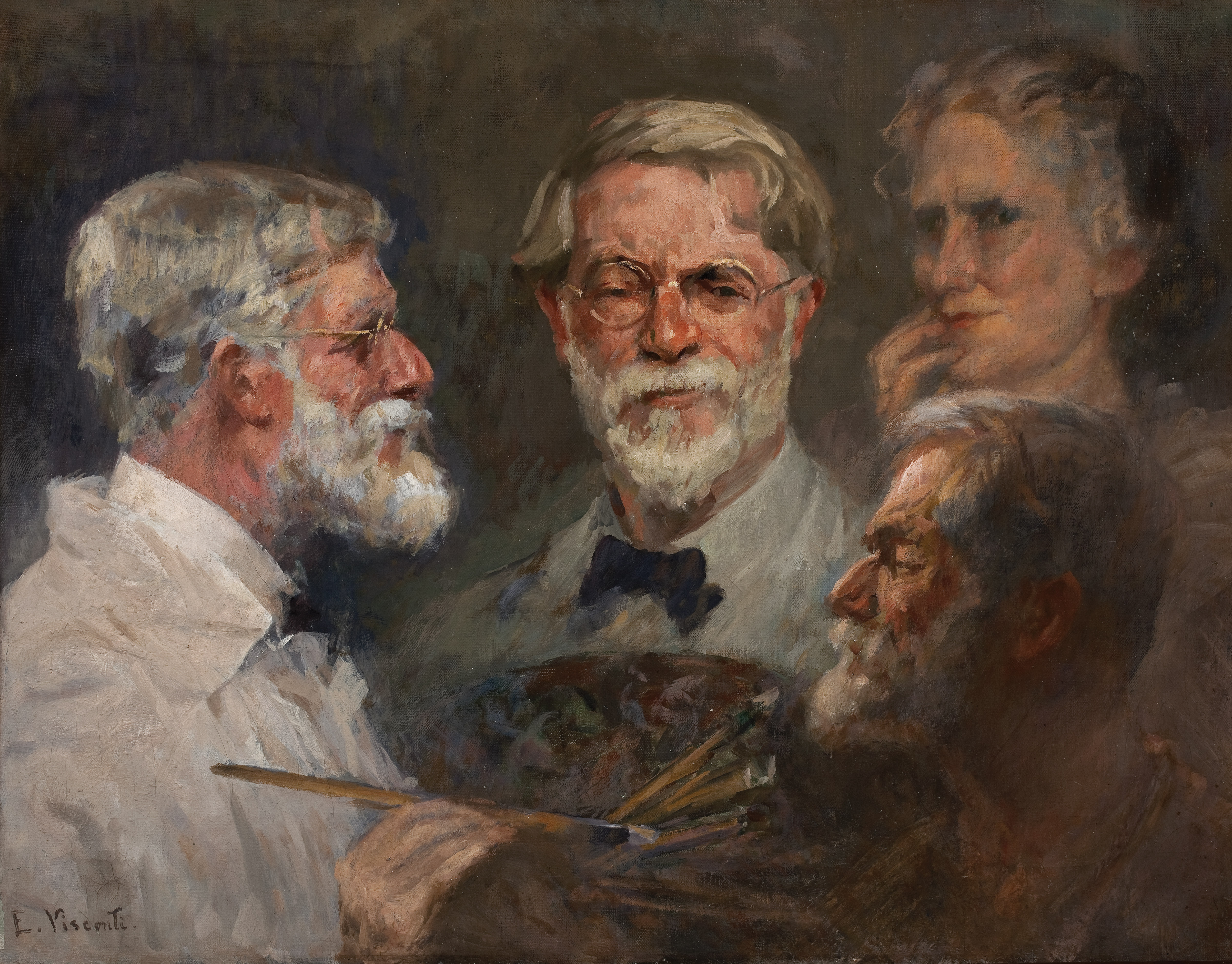
Eliseu Visconti, Autorretrato em três posições, Exposto na I Exposição de Auto-retratos no MNBA

A Primeira Exposição de Auto-retratos, ocorrida no Brasil, veio efetivar-se, então, no Museu Nacional de Belas Artes, em fevereiro de 1944, com 144 obras.
De fato, o primeiro anuário do Museu Nacional de Belas Artes, publicado em 1938, documenta uma relevante ação institucional no período inicial da sua consolidação. Logo após sua fundação, o MNBA estabeleceu um diálogo com museus nacionais e internacionais por meio de uma circular, que visava promover um intercâmbio cultural e artístico. Essa correspondência incluiu a proposta de organização de um “Dicionário Biográfico”, para o qual foram solicitados autorretratos de artistas, com o propósito de compor uma galeria dedicada exclusivamente a esse gênero de representação. Essa solicitação institucional exerceu um impacto significativo sobre a produção artística no Brasil, estimulando inúmeros artistas a criarem autorretratos especificamente destinados à coleção do MNBA. O resultado culminou na organização de uma exposição inteiramente dedicada aos autorretratos, evidenciando a importância atribuída a essa prática autorreferencial naquele momento histórico. Entre os anos de 1937 e 1944, observa-se uma notável intensificação na produção de autorretratos por artistas brasileiros. Entretanto, apesar da mobilização, muitas dessas obras não participaram da mostra, seja por não terem sido enviadas ao museu, seja por outros motivos. Uma análise abrangente da produção artística do período, abrangendo figuras de destaque como Di Cavalcanti, Quirino Campofiorito, Hilda Campofiorito, Djanira, e Cândido Portinari, revela que, para muitos desses artistas, este período representou o surgimento de seus primeiros autorretratos. A iniciativa do MNBA, ao estimular a criação de autorretratos e fomentar o intercâmbio cultural e artístico entre instituições, marca um ponto de inflexão na trajetória da arte brasileira, contribuindo para o fortalecimento da identidade artística nacional e promovendo uma reflexão crítica sobre a autorrepresentação e sua relevância no contexto das artes visuais.
Outro marco para o desenvolvimento da autorretratística no Brasil foi a Exposição 19 Pintores, na Galeria Prestes Maia, em 1947. Esta exposição não foi destinada exclusivamente a autorretratos, mas, teve a peculiaridade, também, tal como ocorrera no MNBA, em 1944, de terem sido encomendados autorretratos dos expositores para figurar no catálogo da exposição.
Paulo Mendes de Almeida argumentou que, quando se trata dos primórdios da criação do Museu de Arte Moderna de São Paulo, poder-se-ia ¨considerar como um ¨movimento¨, embora efêmero, a Exposição dos 19 Pintores¨.
Um diferencial importante entre as duas exposições - a do MNBA e a da Galeria Prestes Maia - é devido ao fato de que a primeira foi composta, principalmente, por artistas de renome, acadêmicos, e a segunda privilegiou novos talentos, ainda em início de carreira.
O júri da chamada Exposição dos 19 Pintores foi composto por Anita Malfatti, Di Cavalcanti e Lasar Segall. E para a mostra foram selecionados jovens talentos que hoje fazem parte do panteão dos grandes artistas plásticos brasileiros, tais como: Aldemir Martins, Flávio Shiró, Lothar Charoux, Luiz Sacilotto, Marcello Grassmann, Maria Leontina, Mário Gruber...
Outra exposição importante de autorretratos de artistas brasileiros só veio a ocorrer em 1983 na Galeria de Arte BANERJ, no Rio de Janeiro. Desta exposição participaram 42 artistas entre emergentes e consagrados no campo artístico da época.
No século XXI podemos destacar as exposições:
- Trabalho de artista: imagem e autoimagem (1826-1929), exposição organizada em torno de quatro eixos: Criação e ofício, O ateliê como motivo, A persona do artista (retratos e autorretratos) e O artista e a modelo.[59]
- Narciso - a beleza refletida, patrocinada pelo Ministério da Cultura no Farol Santander São Paulo. As obras ¨mostram uma viagem pela história da autoimagem e a transição dos autorretratos analógicos às selfies digitais. São ao todo 101 obras de diversos artistas renomados da arte brasileira, entre modernos e contemporâneos".[60]